# Alfonso Dastis
Alfonso María Dastis Quecedo (ur. 5 października 1955 w Jerez de la Frontera) – hiszpański dyplomata, prawnik i urzędnik państwowy, sekretarz generalny do spraw europejskich, ambasador Hiszpanii m.in. przy Unii Europejskiej, od 2016 do 2018 minister spraw zagranicznych.

## Życiorys
Absolwent prawa, studiował na Universidad CEU San Pablo i następnie na Uniwersytecie Complutense w Madrycie. Ukończył też szkołę dyplomatyczną. W 1983 rozpoczął pracę w hiszpańskiej dyplomacji. Był m.in. doradcą w gabinecie politycznym ministra spraw zagranicznych, radcą w stałym przedstawicielstwie przy Organizacji Narodów Zjednoczonych, głównym doradcą premiera, dyrektorem do spraw hiszpańskiej prezydencji w UE, a następnie sekretarzem generalnym do spraw europejskich. Reprezentował w Konwencie Europejskim gabinet, którym kierował José María Aznar.
W 2004 objął stanowisko ambasadora Hiszpanii w Holandii. Był koordynatorem w Komitecie Stałych Przedstawicieli, zaś w 2011 został nominowany na stałego przedstawiciela swojego kraju przy Unii Europejskiej.
W listopadzie 2016 został powołany na urząd ministra spraw zagranicznych i współpracy w drugim rządzie Mariano Rajoya. Zakończył urzędowanie w czerwcu 2018, gdy gabinet ten przegrał głosowanie nad wotum nieufności. W tym samym roku powołany na ambasadora Hiszpanii we Włoszech.

## Odznaczenia
- Krzyż Oficerski Orderu Zasługi Rzeczypospolitej Polskiej (Polska, 2000)[6].
- Krzyż Wielki Order Zasługi Republiki Włoskiej (Włochy, 2021)[7]